# Stazione di Kameoka
La stazione di Kameoka (亀岡駅?, Kameoka-eki) è la principale stazione ferroviaria della città omonima, nella prefettura di Kyoto in Giappone. Si trova sulla linea principale San'in ed è utilizzata dai treni del servizio linea Sagano.

## Linee e servizi
JR West
■ Linea Sagano

## Caratteristiche
La stazione ferroviaria serve la linea Sagano che collega Kyoto con Kameoka, ed è costituita da due marciapiedi a isola con quattro binari passanti in superficie.
| 1-2 | ■ Linea Sagano | per Nijō e Kyoto                   |
| 3-4 | ■ Linea Sagano | per Kameoka, Sonobe, e Fukuchiyama |

## Stazioni adiacenti
| «               | Servizio     | »            |
| Linea Sagano    | Linea Sagano | Linea Sagano |
| --------------- | ------------ | ------------ |
| Umahori         | Locale       | Namikawa     |
| Saga-Arashiyama | Espresso     | Namikawa     |